# Draba zangbeiensis
Draba zangbeiensis là một loài thực vật có hoa trong họ Cải. Loài này được L.L.Lu mô tả khoa học đầu tiên năm 1987.